# کوزوووک (استان اشوی‌داشکسیه)
کوزوووک (به لهستانی: Kozłówek) یک منطقهٔ مسکونی در لهستان است که در گمینا تارووو واقع شده‌است. کوزوووک ۳۶۰ نفر جمعیت دارد.